# Vòng tròn Parhelic

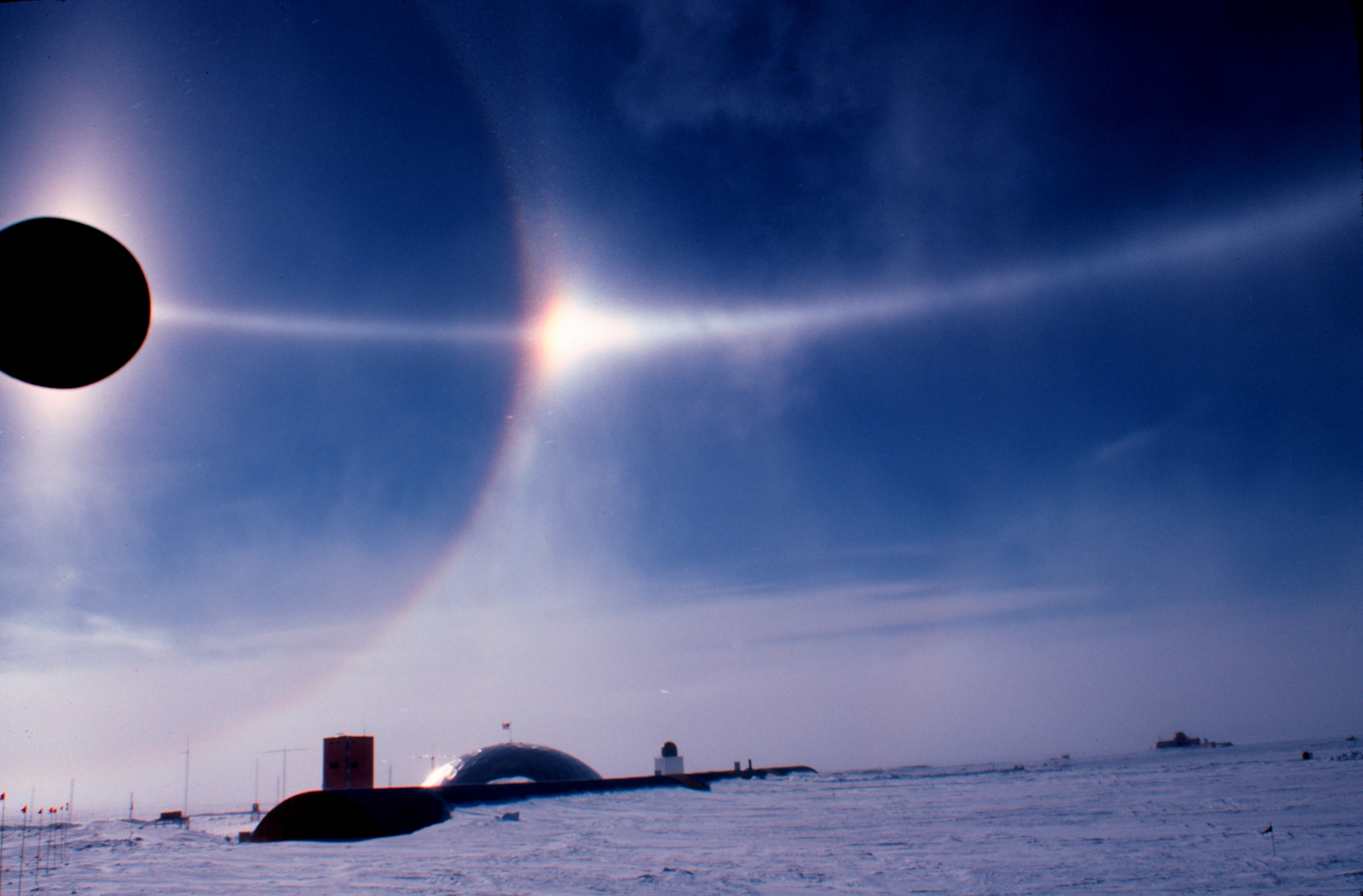
Một vòng tròn mặt trời ảo sắc nét (đường ngang) trên trạm Nam Cực. Mặt trời đã được che đi khi chụp ảnh để tránh bị chói.
Ảnh: John Bortniak, NOAA, tháng 1 năm 1979.

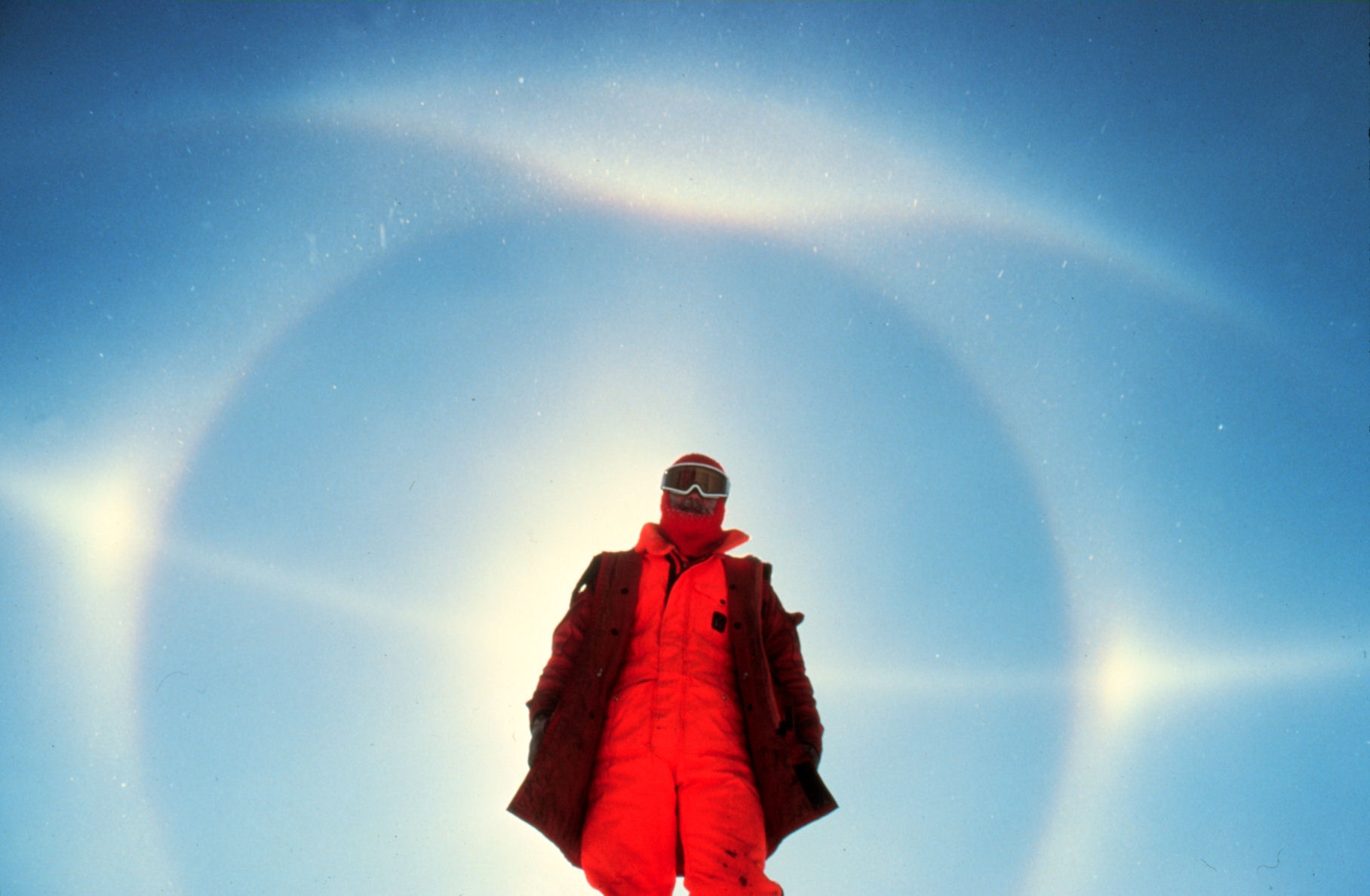
Một hào quang quan sát trên Nam Cực. Nổi bật trong bức ảnh là một số hiện tượng khác biệt: Một vòng tròn mặt trời ảo (đường ngang), hào quang 22° (vòng tròn) với hai sundog (điểm sáng) và một vòng cung tiếp tuyến phía trên.
Ảnh: Cindy McFee, NOAA, tháng 12 năm 1980.

Vòng tròn mặt trời ảo (hay vòng tròn parhelic), Tiếng Anh: Parhelic circle là một loại hào quang, một hiện tượng quang học xuất hiện dưới dạng một đường tròn màu trắng nằm ngang ở trên cùng độ cao với Mặt Trời, hoặc đôi khi là Mặt Trăng. Nếu xuất hiện đầy đủ, nó có thể trải dài khắp bầu trời, nhưng phổ biến hơn là nó chỉ xuất hiện theo từng phần.
Ngay cả xác suất xuất hiện của vòng tròn mặt trời ảo cũng ít phổ biến hơn mặt trời giả và hào quang 22°. Mặc dù các vòng tròn thường có màu trắng vì chúng được tạo ra bởi sự phản xạ, tuy nhiên chúng có thể hiển thị tông màu hơi xanh lam hoặc hơi xanh lục ở gần mặt trời ảo 120° và có màu đỏ hoặc tím đậm dọc theo rìa vòng.
Các vòng tròn mặt trời ảo hình thành khi chùm ánh sáng mặt trời được phản xạ bởi các tinh thể băng hình lục giác hoàn toàn hoặc gần thẳng đứng. Sự phản xạ toàn phần có thể là tại bên ngoài (ví dụ khi không có ánh sáng xuyên qua tinh thể) góp phần tạo ra phần vòng tròn ở gần Mặt Trời, hoặc bên trong (một hoặc nhiều phản xạ bên trong tinh thể) tạo ra phần lớn vòng tròn ở xa Mặt Trời. Bởi vì số lần phản xạ tăng dần làm cho khúc xạ trở nên không đối xứng, một số sự phân tách màu xảy ra cách xa Mặt Trời. Các mặt trời giả luôn được xếp thẳng hàng trên vòng tròn mặt trời ảo (nhưng không phải lúc nào cũng có hào quang 22°).
Sự phân bố cường độ sáng của vòng tròn mặt trời ảo bị chi phối phần lớn bởi các tia 1-3-2 và tia 1-3-8-2 (viết theo danh pháp của W. Tape, tức là chỉ số 1 biểu thị mặt lục giác ở trên cùng, 2 ở mặt dưới và 3-8 chỉ các mặt bên theo chiều ngược chiều kim đồng hồ. Một tia được ký hiệu bằng dãy chỉ số các mặt lăng trụ mà nó lần lượt gặp). Đường tia 1-3-2 chịu trách nhiệm cho hào quang màu xanh xảy ra ở góc phương vị
{\displaystyle \theta _{{\mathfrak {1}}{\mathfrak {3}}{\mathfrak {2}}}=2\arcsin \left(n\cos \left(\arcsin \left(1/n\right)\right)/\cos \left(e\right)\right)},
với {\displaystyle n} là chỉ số khúc xạ của vật liệu (không phải là chỉ số khúc xạ của Bravais đối với các tia nghiêng).
Tuy nhiên, có nhiều điểm nổi bật khác thể hiện cấu trúc cho mô hình cường độ sáng của vòng tròn mặt trời ảo. Trong số các đặc điểm nổi bật của vòng tròn bao gồm mặt trời ảo Liljequist, mặt trời ảo 90° (có thể không quan sát được), mặt trời ảo 90° thứ hai (không quan sát được), mặt trời ảo 22° và nhiều loại khác.
Các vòng tròn mặt trời ảo nhân tạo có thể được tạo ra bằng các phương tiện thí nghiệm bằng cách, chẳng hạn sử dụng các tinh thể quay.